# ウォータースライダー

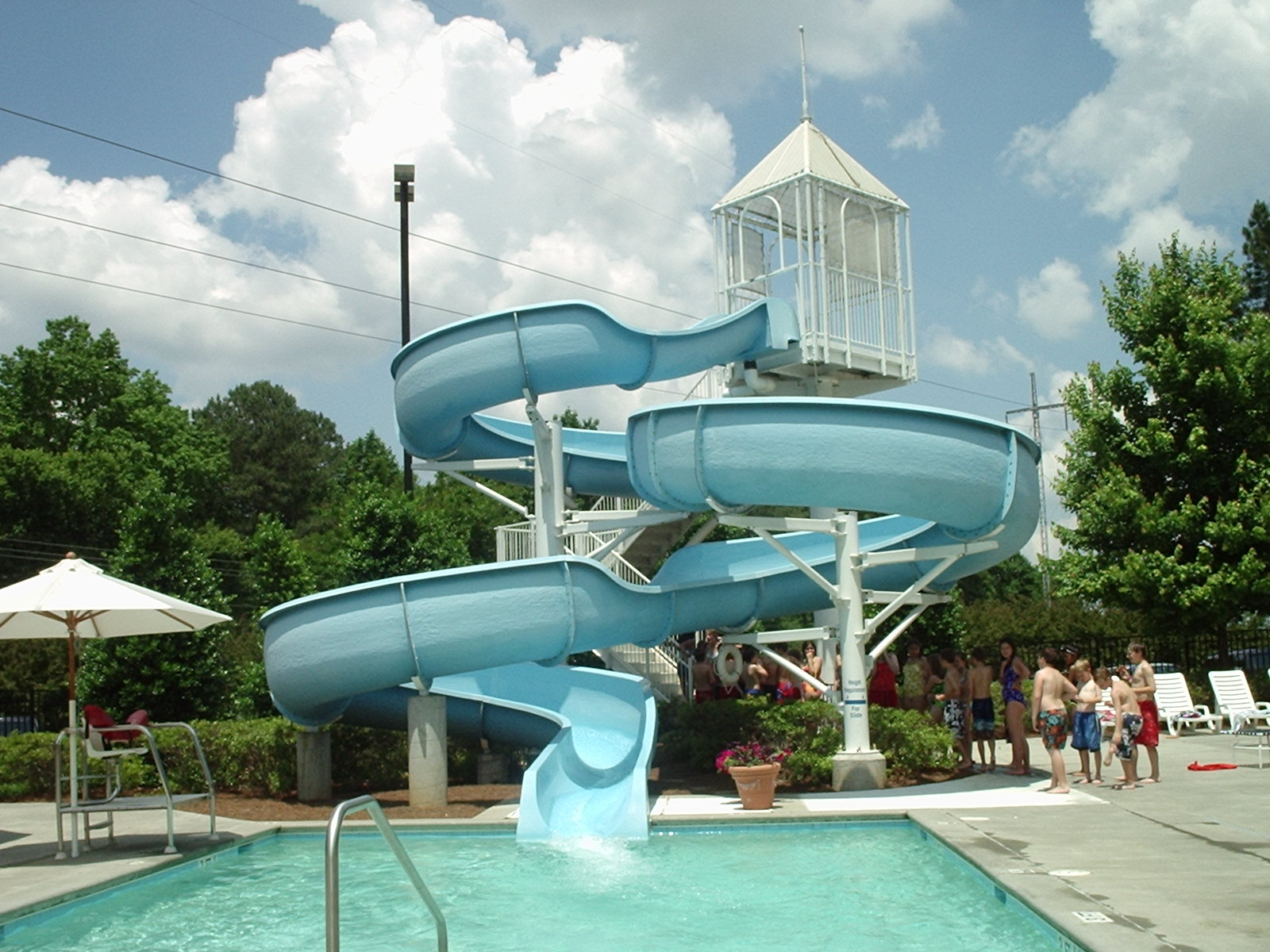
プールに設置されたウォータースライダー

ウォータースライダーとは、プール施設などに設置される遊戯施設であり、長いすべり台の一種である。ウォータースライド（英: Water slide）ともいい、この呼称は行政上・建築上の用語として用いる場合が多い。
また、世界には様々なウォータースライダーがあり、施設によっては複数設置している場所もある。

## 概要

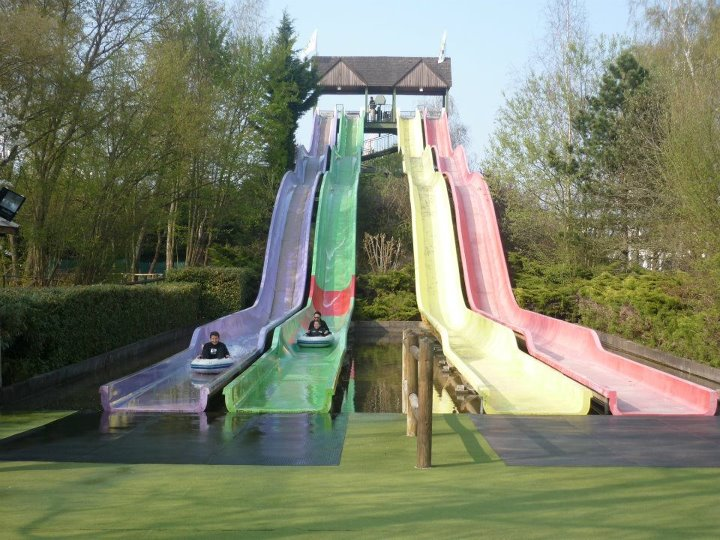
補助用具を使用した滑走

ウォーターパークやレジャープールなどの遊泳プール施設に設置されることが多い。階段を使ってスタート台へ上り、水の流れるすべり台を滑り降りる。利用者が滑走面に直接座る形式のものの他に、専用の補助用具（マットや浮き輪など）を使用して滑走するものがある。コース形状は直線または曲線、および両者を組み合わせたものが作られており、出発点から着水まで一直線のもの、とぐろを巻いた長いものなど、さまざまな形状がある。
比較的緩い傾斜であっても意外にスピードが出る事から、身長や体重、年齢・持病の有無などによっては利用を制限もしくは禁止しているところが多い。特に幼児や中高年・高齢者は利用制限されている場合が多く、また持病や身体上・年齢上の問題はなくとも運動神経が通常より劣る人は利用を避けたほうが安全上好ましく、眼鏡やコンタクトレンズ、その他アクセサリー類を身体に装着している場合も利用制限される場合が多い。
2019年9月、マレーシアのペナン島テーマパーク「エスケープ（ESCAPE）」にあるウォータースライダーは全長1111メートルあり、世界最長のウォータースライダーとしてギネス世界記録に認定された。
日本においては、スパリゾートハワイアンズの「ビッグアロハ（BIG ALOHA）」が高低差および滑走距離日本一とされている。
また、直線型として日本最長のウォータースライダーは、ハウステンボスの「ウォーターロングスライダー」となっている。

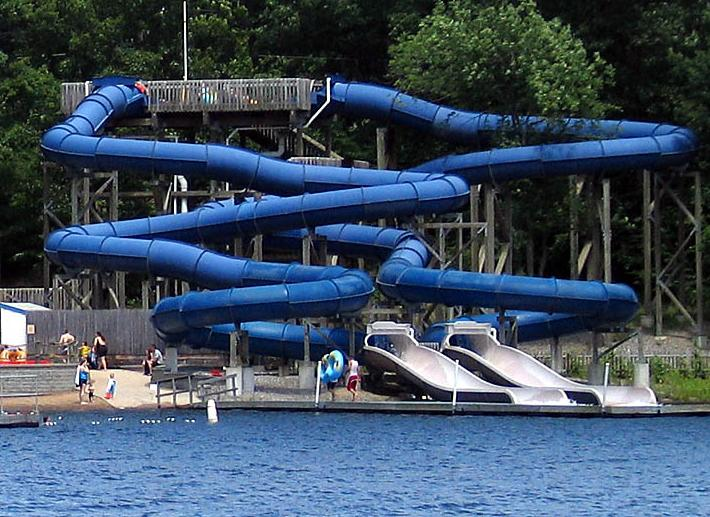
チューブ形状の滑り台
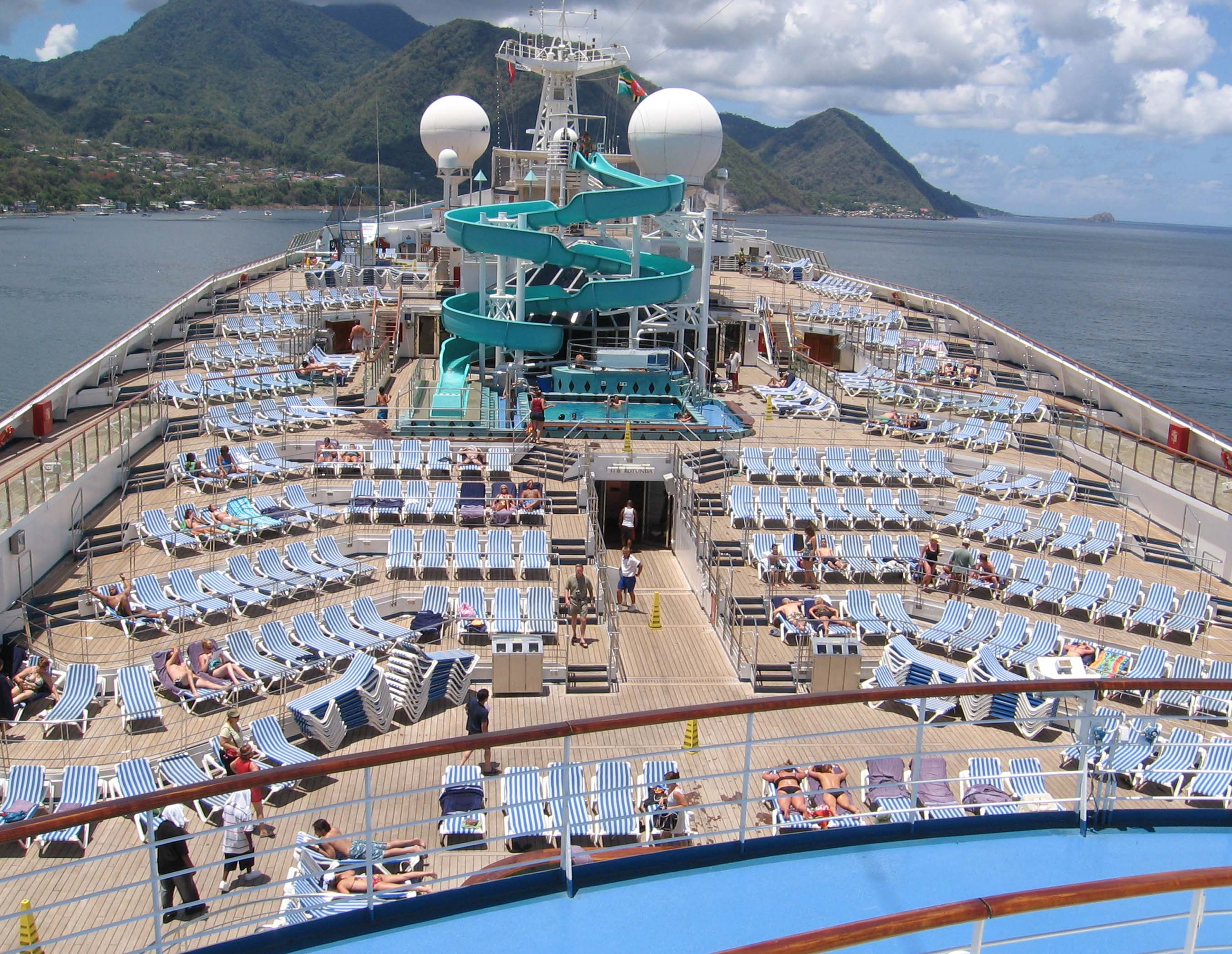
船上プールへの設置
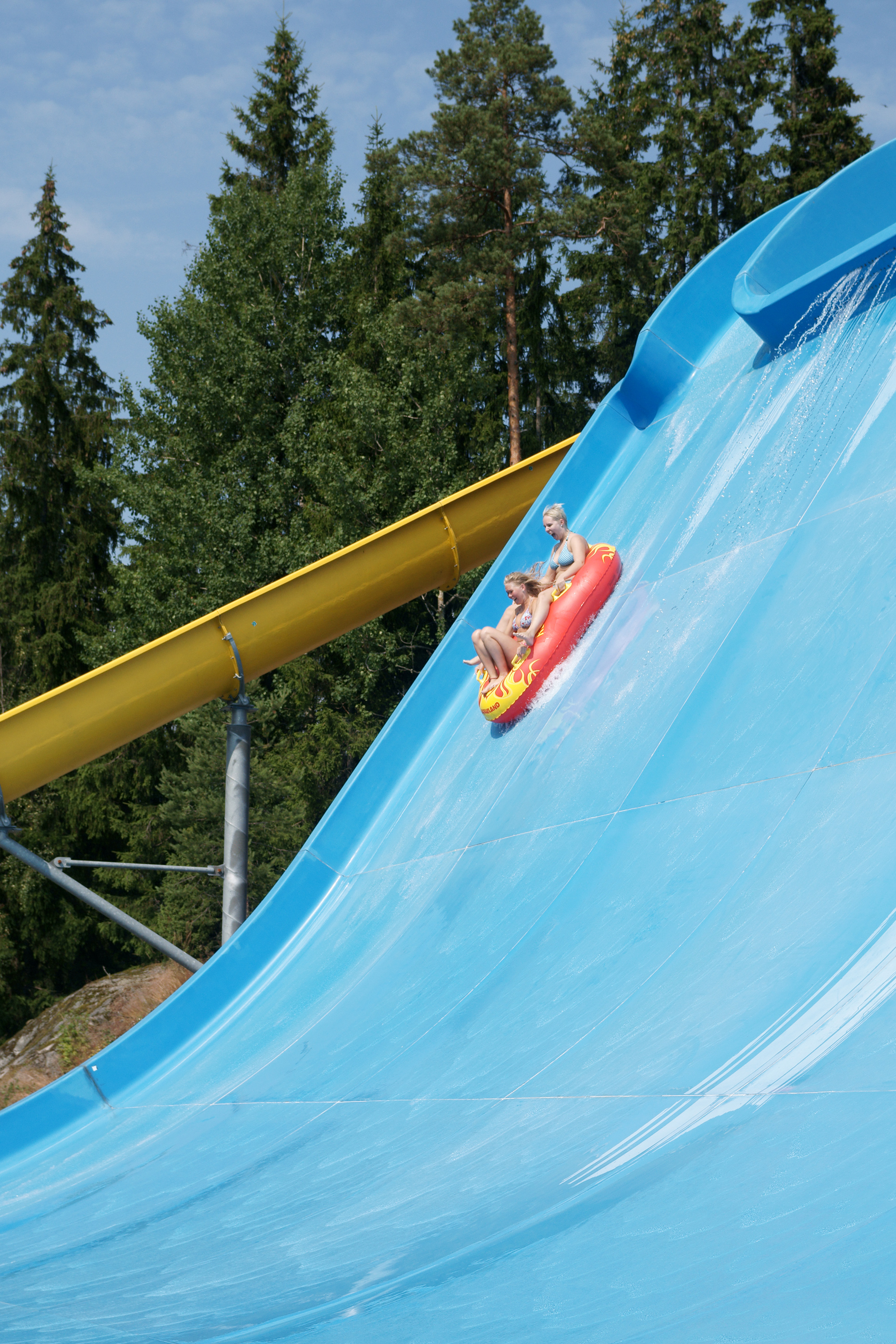
滑走面が広いハーフパイプ形状
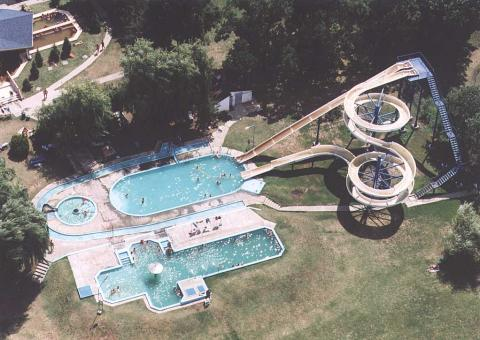
上空から見たプールと滑り台

## 歴史
1963年に船橋ヘルスセンター（千葉県船橋市、現ららぽーとTOKYO-BAY）に設置された、グラススキー場を転用したすべり台「大滝すべり」が世界初であるとされる。ただしこの時はまだウォータースライダーとは呼んでおらず、全国的な知名度も高くはなかった。
1970年代末、曲線蛇行型ウォータースライダーが北アメリカで登場し、それを受けて同様のものが日本でも登場した（国見ジャルダン、宮城県、1979年）。ただしこれは距離は短かった。
バブルが近づいていた1986年には「ナガシマスパーランド」（三重県）に「フリーフォール・スライダー」が登場し、最大勾配60度の直線型の先駆けになった。1988年のバブル絶頂期には「としまえん」（東京都）に「ハイドロポリス」ができ、大型で長距離の曲線型の先駆として注目を集めた。以後、各地に700ヶ所に及ぶさまざまな形状のウォータースライダーが開発・設置された。
初期のウォータースライダーは直線型で勾配はゆるく、滑走路の材質は鋼鉄製であった。1970年代にコース形状に曲線を用いたり一回転するもの、材質についてはアルミ製やステンレス製、FRP製のものが現れた。

## 工夫

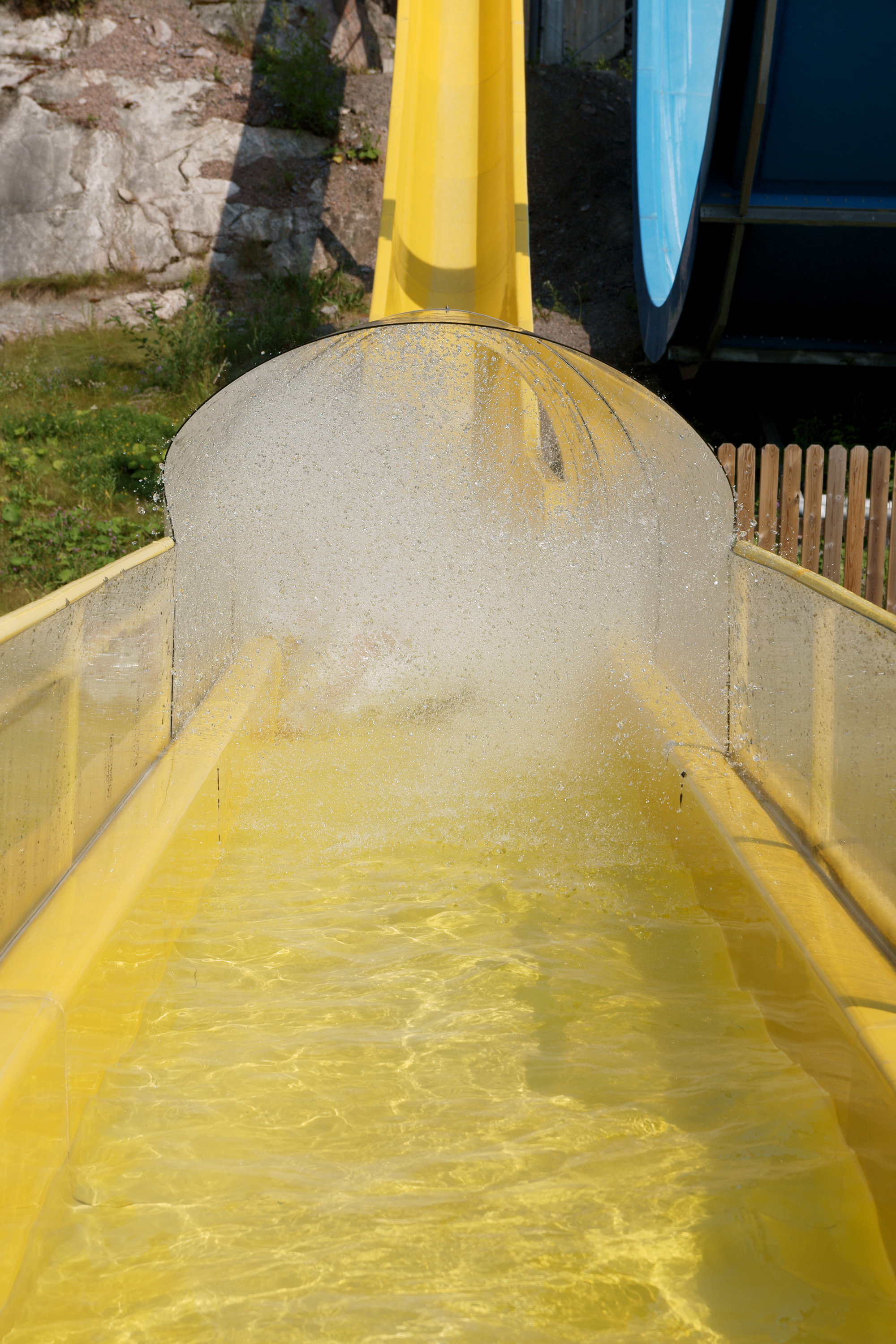
滑走で発生した飛沫防止

運行経費削減などのため、ある時間だけスライダーに水を流し、安全のためその時間、係員がすべる合図を出すと言う工夫をしたプールもある。